# ビッグマグナム 黒岩先生
『ビッグマグナム 黒岩先生』（ビッグマグナム くろいわせんせい）は、新田たつおによる日本の漫画作品。

## 概要
『別冊漫画アクション』（双葉社）にて、1982年より連載された。単行本は全7巻。
校内暴力の嵐が吹き荒れた当時の世相を背景としている。不良生徒たちによって荒れている学校に、突如として「私は文部省から銃の所持を許可されている」として拳銃（マグナム）を携帯した主人公・黒岩鉄夫が現れ、その拳銃の力で強引に学校を建て直し、黒岩が去って行った後の学校関係者が文部省に問い合わせると、そのような教師がいる訳がないと一喝される、というパターンの1話完結ストーリーが基本。
1985年に横山やすしの主演で映画化された。バイオレンス描写が中心である原作とは異なり、コメディ仕立てのストーリーで作られた。
2000年にはかどたひろしの作画により「新ビッグマグナム 黒岩先生」としてリメイクされている。その当時の世相を背景に、援助交際や学級崩壊をネタとしている。
同作者の代表作『静かなるドン』最終盤にもゲスト出演している。

## 登場人物
黒岩鉄夫
文部省から銃の所持を許可されていると自称する教師。しかし文部省はその存在を否定しており、本物の教師かどうかは不明で、謎に包まれた存在である。外見は小柄で小太り、黒ブチ眼鏡、チョビ髭の、冴えない中年男（新田たつおの漫画の主人公の典型）。しかしながら脱ぐと筋肉は隆々としており、並外れた戦闘力を持ち、校内暴力で荒れている学校に赴任し、不良生徒たちを鎮圧していく。
映画版では黒ブチ眼鏡で冴えない外見は原作同様だが、痩せた体型となっている。
リメイク版『新ビッグマグナム 黒岩先生』では、ややハンサムな青年として描かれている。

## 映画
『唐獅子株式会社』（1983年）に続く横山やすし主演第二弾。
『唐獅子株式会社』同様、吉本興業の芸人が多数出演する他、木村一八がつっぱり少年役で『唐獅子株式会社』に続き、横山やすしと親子共演している。『人魚伝説』（1984年）での大量殺人が話題を呼んだ白都真理が美人体育教師に扮し、美しいアクションを見せる。他にもおニャン子クラブ加入前の工藤静香、スケバン役に武田久美子、劇団東京乾電池から人気が出る直前の高田純次、ベンガル、日活ロマンポルノ出身の志麻いづみ、朝比奈順子、井上麻衣。この他、長門勇、渡辺裕之、たこ八郎、陣内孝則、伊東四朗など、多彩なキャスティングとなった。

### キャスト
- 黒岩鉄夫(技術担当)：横山やすし
- 樺沢征一(英語担当)：西川のりお
- 榊原波子(体育担当)：白都真理
- 銀野八郎：渡辺裕之
- 堤省吾：長門勇
- 二本松徳太郎：南利明
- 島田幸子：志麻いづみ
- 桜井文子：朝比奈順子
- 藤倉勇：高田純次
- 中山春彦(社会担当)：ベンガル
- 岸伸夫(数学担当)：三谷昇
- 幸田おさむ(古典担当) : 不明
- 同僚の教師：住吉正博、上方よしお
- 竹村美希：斉藤ゆう子
- 多湖清：たこ八郎
- 柿崎進一：木村一八
- 進一の母：木村有里
- 川崎アケミ：武田久美子
- 渡辺桃子：井上麻衣
- ダーティーヒーローの歌手：陣内孝則
- 風俗店の店員：かわいのどか、八神康子
- 風俗店の客：梅津栄
- 天堂大吾郎：島田紳助
- 伊能：松本竜介
- 刑事：伊東四朗
- 留岡・他：チャンバラトリオ
- その他女子生徒：工藤静香
- 霧原遼一：山下規介

### スタッフ
- 監督：山口和彦
- 企画：天尾完次
- プロデューサー：木村政雄、佐藤和之
- 脚本：掛札昌裕、笠井和弘
- 原作：新田たつお
- 撮影：飯村雅彦
- 美術：今村力
- 照明：山口利雄
- 音楽：矢野立美
- 主題歌：「悲しき狙撃者（スナイパー）」
  - 作詞：高橋研
  - 作曲、歌：陣内孝則
  - 編曲：佐久間正英
- 挿入歌：「ONE NIGHT HONEYMOON」
  - 作詞・作曲・歌：陣内孝則
  - 編曲：佐久間正英
- 挿入歌：「君はどうなの」
  - 作詞：SHOW、
  - 作曲、編曲：EUROX
  - 歌：武田久美子
- 録音：柿沼紀彦
- 編集：飯塚勝
- 助監督：新井清
- 擬斗：車邦秀
- ブレイクダンス指導：Dr.Tommy
- スチール：加藤輝男
- 製作：東映
- 配給：東映

### 製作
製作費は5億円。
監督の山口和彦は、1970年代から東映のプログラムピクチャーに関わり、映画評論家からは続編を担当させられることの多い職人監督と評されていた。『唐獅子株式会社』に続いて企画を担当した天尾完次は「『唐獅子株式会社』が好評で第二弾を撮る予定でしたが、さらに良い題材が見つかり今回の作品になった。前回以上にやすしさんが暴れまくる楽しい娯楽作品になる」と本作をPRした。
撮影は1984年6月6日クランクイン。同年夏、東映東京撮影所でのスタジオ撮影を中心に、東京都内と横浜市でロケが行われた。木村一八の撮影は1984年夏に行われたため、木村が人気の出たTBSのテレビドラマ『毎度おさわがせします』より、本作が先に撮影された。

### 興行
原作が過激な上、主演が横山やすしで、かなりの脱線も予想されたが、軌道修正し、小気味よい学園アクションとして楽しめる作品に仕上げられた。西川のりおの怪演はやすしを喰ったとも評された。
当初は横山主演の前作から二年連続で1985年の正月映画を予定していた。しかし事情で1985年の4月に公開が延期された（詳細は「キン肉マン 大暴れ!正義超人」参照）。
国内では『パンツの穴 花柄畑でインプット』と二本立てで併映された。